# Tênis de mesa nos Jogos Olímpicos de Verão de 2016 - Equipes femininas
A competição por equipes femininas do tênis de mesa nos Jogos Olímpicos de Verão de 2016 decorreu entre 12 e 16 de agosto no Rio de Janeiro, Brasil, com as provas no pavilhão 3 do Riocentro.

## Calendário
Os horários seguem o fuso de Brasília (UTC−3).
| Data         | Hora de início | Ronda               |
| ------------ | -------------- | ------------------- |
| 12 de agosto | 10:00          | Primeira ronda      |
| 13 de agosto | 10:00          | Quartas de final    |
| 14 de agosto | 19:30          | Semifinais          |
| 15 de agosto | 10:00          | Semifinais          |
| 16 de agosto | 11:00          | Disputa pelo bronze |
| 16 de agosto | 19:30          | Final               |

## Medalhistas
A tripla da China levou a melhor sobre a Alemanha e ganhou o ouro, enquanto o Japão alcançou o bronze ao derrotar Singapura.
|  | CHN China                       |  | GER Alemanha                        |  | JPN Japão                            |
|  | Li Xiaoxia Liu Shiwen Ding Ning |  | Han Ying Petrissa Solja Shan Xiaona |  | Ai Fukuhara Kasumi Ishikawa Mima Ito |

## Cabeças de chave
A ordenação das equipas baseou-se nos pontos individuais do ranking da ITTF (em parêntesis) a 30 de julho de 2016, apenas considerando as jogadoras qualificadas.
| Pos. | CON                 | Mesa-tenistas (ranking mundial a 31 de julho) | Mesa-tenistas (ranking mundial a 31 de julho) | Mesa-tenistas (ranking mundial a 31 de julho) |
| ---- | ------------------- | --------------------------------------------- | --------------------------------------------- | --------------------------------------------- |
| 1    | CHN China           | Liu Shiwen (1)                                | Ding Ning (2)                                 | Li Xiaoxia (5)                                |
| 2    | JPN Japão           | Kasumi Ishikawa (6)                           | Ai Fukuhara (8)                               | Mima Ito (9)                                  |
| 3    | GER Alemanha        | Han Ying (7)                                  | Petrissa Solja (15)                           | Shan Xiaona (21)                              |
| 4    | SIN Singapura       | Feng Tianwei (4)                              | Yu Mengyu (13)                                | Zhou Yihan (32)                               |
| 5    | HKG Hong Kong       | Tie Ya Na (16)                                | Doo Hoi Kem (22)                              | Lee Ho Ching (24)                             |
| 6    | NED Países Baixos   | Li Jie (17)                                   | Li Jiao (31)                                  | Britt Eerland (95)                            |
| 7    | KOR Coreia do Sul   | Jeon Ji-hee (11)                              | Seo Hyo-won (17)                              | Yang Ha-eun (26)                              |
| 8    | PRK Coreia do Norte | Ri Myong-sun (37)                             | Kim Song-i (50)                               | Ri Mi-gyong (69)                              |
| 9    | TPE Taipé Chinês    | Cheng I-ching (10)                            | Chen Szu-yu (41)                              | Huang Yi-hua (61)                             |
| 10   | ROU Romênia         | Elizabeta Samara (29)                         | Daniela Dodean (58)                           | Bernadette Szőcs (78)                         |
| 11   | AUT Áustria         | Liu Jia (25)                                  | Sofia Polcanova (55)                          | Li Qiangbing (108)                            |
| 12   | POL Polônia         | Li Qian (30)                                  | Katarzyna Grzybowska (60)                     | Natalia Partyka (74)                          |
| 13   | USA Estados Unidos  | Lily Zhang (101)                              | Zheng Jiaqi (111)                             | Jennifer Wu (146)                             |
| 14   | BRA Brasil          | Caroline Kumahara (120)                       | Gui Lin (139)                                 | Bruna Takahashi (181)                         |
| 15   | EGY Egito           | Dina Meshref (110)                            | Nadeen El-Dawlatly (211)                      | Yousra Abdel Razek (362)                      |
| 16   | AUS Austrália       | Jian Fang Lay (128)                           | Melissa Tapper (341)                          | Sally Zhang (349)                             |

## Resultados
As mesa-tenistas jogaram em formato de eliminatória em dupla, desde as oitavas de final até à final, num máximo de quatro encontros.
| Oitavas de final | Oitavas de final    | Oitavas de final |  |  | Quartas de final | Quartas de final    | Quartas de final |  |  | Semifinais | Semifinais    | Semifinais |  |                     | Final               | Final               | Final |
|                  |                     |                  |  |  |                  |                     |                  |  |  |            |               |            |  |                     |                     |                     |       |
| 1                | CHN China           | 3                |  |  |                  |                     |                  |  |  |            |               |            |  |                     |                     |                     |       |
| 14               | BRA Brasil          | 0                |  |  | 1                | CHN China           | 3                |  |  |            |               |            |  |                     |                     |                     |       |
| 16               | AUS Austrália       | 0                |  |  | 8                | PRK Coreia do Norte | 0                |  |  |            |               |            |  |                     |                     |                     |       |
| 8                | PRK Coreia do Norte | 3                |  |  |                  |                     |                  |  |  | 1          | CHN China     | 3          |  |                     |                     |                     |       |
| 7                | KOR Coreia do Sul   | 3                |  |  |                  |                     |                  |  |  | 4          | SIN Singapura | 0          |  |                     |                     |                     |       |
| 10               | ROU Romênia         | 2                |  |  | 7                | KOR Coreia do Sul   | 2                |  |  |            |               |            |  |                     |                     |                     |       |
| 15               | EGY Egito           | 0                |  |  | 4                | SIN Singapura       | 3                |  |  |            |               |            |  |                     |                     |                     |       |
| 4                | SIN Singapura       | 3                |  |  |                  |                     |                  |  |  |            |               |            |  |                     | 1                   | CHN China           | 3     |
| 3                | GER Alemanha        | 3                |  |  |                  |                     |                  |  |  |            |               |            |  |                     | 3                   | GER Alemanha        | 0     |
| 13               | USA Estados Unidos  | 0                |  |  | 3                | GER Alemanha        | 3                |  |  |            |               |            |  |                     |                     |                     |       |
| 9                | TPE Taipé Chinês    | 1                |  |  | 5                | HKG Hong Kong       | 1                |  |  |            |               |            |  |                     |                     |                     |       |
| 5                | HKG Hong Kong       | 3                |  |  |                  |                     |                  |  |  | 3          | GER Alemanha  | 3          |  |                     |                     |                     |       |
| 6                | NED Países Baixos   | 1                |  |  |                  |                     |                  |  |  | 2          | JPN Japão     | 2          |  |                     |                     |                     |       |
| 11               | AUT Áustria         | 3                |  |  | 11               | AUT Áustria         | 0                |  |  |            |               |            |  | Disputa pelo bronze | Disputa pelo bronze | Disputa pelo bronze |       |
| 12               | POL Polônia         | 0                |  |  | 2                | JPN Japão           | 3                |  |  |            |               |            |  |                     | 4                   | SIN Singapura       | 1     |
| 2                | JPN Japão           | 3                |  |  |                  |                     |                  |  |  |            |               |            |  |                     | 2                   | JPN Japão           | 3     |

### Primeira ronda
| 12 de agosto 2016 10:00 Relatório | China CHN | 3 – 0 | BRA Brasil |  |

|                        | Partidas individuais   |       |                             |                  |
| Liu Shiwen             | Liu Shiwen             | 3 – 0 | Gui Lin                     | 11–8, 11–5, 11–3 |
| Li Xiaoxia             | Li Xiaoxia             | 3 – 0 | Bruna Takahashi             | 11–8, 11–7, 11–1 |
| Ding Ning / Liu Shiwen | Ding Ning / Liu Shiwen | 3 – 0 | Caroline Kumahara / Gui Lin | 11–1, 11–4, 11–4 |
|                        |                        |       |                             |                  |
|                        |                        |       |                             |                  |

| 12 de agosto 2016 10:00 Relatório | Austrália AUS | 0 – 3 | PRK Coreia do Norte |  |

|                              | Partidas individuais         |       |                           |                         |
| Jian Fang Lay                | Jian Fang Lay                | 0 – 3 | Ri Mi-gyong               | 8–11, 6–11, 9–11        |
| Sally Zhang                  | Sally Zhang                  | 0 – 3 | Ri Myong-sun              | 4–11, 6–11, 3–11        |
| Melissa Tapper / Sally Zhang | Melissa Tapper / Sally Zhang | 1 – 3 | Kim Song-i / Ri Myong-sun | 2–11, 12–10, 3–11, 8–11 |
|                              |                              |       |                           |                         |
|                              |                              |       |                           |                         |

| 12 de agosto 2016 10:00 Relatório | Coreia do Sul KOR | 3 – 2 | ROU Romênia |  |

|                           | Partidas individuais      |       |                                   |                                 |
| Jeon Ji-hee               | Jeon Ji-hee               | 3 – 0 | Elizabeta Samara                  | 11–6, 11–7, 11–7                |
| Seo Hyo-won               | Seo Hyo-won               | 0 – 3 | Daniela Dodean                    | 6–11, 9–11, 9–11                |
| Yang Ha-eun / Jeon Ji-hee | Yang Ha-eun / Jeon Ji-hee | 3 – 1 | Bernadette Szőcs / Daniela Dodean | 12–10, 9–11, 13–11, 11–8        |
| Yang Ha-eun               | Yang Ha-eun               | 1 – 3 | Elizabeta Samara                  | 8–11, 11–7, 10–12, 9–11         |
| Seo Hyo-won               | Seo Hyo-won               | 3 – 2 | Bernadette Szőcs                  | 11–13, 14–12, 12–10, 9–11, 11–7 |

| 12 de agosto 2016 10:00 Relatório | Egito EGY | 0 – 3 | SIN Singapura |  |

|                                         | Partidas individuais                    |       |                        |                        |
| Dina Meshref                            | Dina Meshref                            | 0 – 3 | Yu Mengyu              | 3–11, 6–11, 6–11       |
| Nadeen El-Dawlatly                      | Nadeen El-Dawlatly                      | 1 – 3 | Feng Tianwei           | 4–11, 11–9, 5–11, 4–11 |
| Yousra Abdel Razek / Nadeen El-Dawlatly | Yousra Abdel Razek / Nadeen El-Dawlatly | 0 – 3 | Zhou Yihan / Yu Mengyu | 7–11, 6–11, 4–11       |
|                                         |                                         |       |                        |                        |
|                                         |                                         |       |                        |                        |

| 12 de agosto 2016 15:00 Relatório | Alemanha GER | 3 – 0 | USA Estados Unidos |  |

|                              | Partidas individuais         |       |                           |                                |
| Han Ying                     | Han Ying                     | 3 – 0 | Zheng Jiaqi               | 11–9, 12–10, 11–6              |
| Shan Xiaona                  | Shan Xiaona                  | 3 – 0 | Lily Zhang                | 11–9, 11–4, 11–2               |
| Petrissa Solja / Shan Xiaona | Petrissa Solja / Shan Xiaona | 3 – 2 | Jennifer Wu / Zheng Jiaqi | 11–9, 12–14, 8–11, 12–10, 11–7 |
|                              |                              |       |                           |                                |
|                              |                              |       |                           |                                |

| 12 de agosto 2016 15:00 Relatório | Taipé Chinês TPE | 1 – 3 | HKG Hong Kong |  |

|                            | Partidas individuais       |       |                          |                          |
| Cheng I-ching              | Cheng I-ching              | 3 – 1 | Lee Ho Ching             | 10–12, 11–9, 11–3, 12–10 |
| Huang Yi-hua               | Huang Yi-hua               | 0 – 3 | Doo Hoi Kem              | 9–11, 7–11, 7–11         |
| Chen Szu-yu / Huang Yi-hua | Chen Szu-yu / Huang Yi-hua | 0 – 3 | Tie Ya Na / Lee Ho Ching | 13–15, 9–11, 12–14       |
| Chen Szu-yu                | Chen Szu-yu                | 0 – 3 | Doo Hoi Kem              | 8–11, 6–11, 8–11         |
|                            |                            |       |                          |                          |

| 12 de agosto 2016 15:00 Relatório | Países Baixos NED | 1 – 3 | AUT Áustria |  |

|                         | Partidas individuais    |       |                                |                                |
| Li Jie                  | Li Jie                  | 3 – 2 | Sofia Polcanova                | 11–9, 11–13, 11–5, 8–11, 11–5  |
| Li Jiao                 | Li Jiao                 | 1 – 3 | Liu Jia                        | 12–10, 5–11, 6–11, 7–11        |
| Britt Eerland / Li Jiao | Britt Eerland / Li Jiao | 1 – 3 | Li Qiangbing / Sofia Polcanova | 16–14, 9–11, 6–11, 9–11        |
| Britt Eerland           | Britt Eerland           | 2 – 3 | Liu Jia                        | 4–11, 6–11, 11–7, 17–15, 10–12 |
|                         |                         |       |                                |                                |

| 12 de agosto 2016 15:00 Relatório | Polônia POL | 0 – 3 | JPN Japão |  |

|                                        | Partidas individuais                   |       |                        |                         |
| Katarzyna Grzybowska                   | Katarzyna Grzybowska                   | 0 – 3 | Kasumi Ishikawa        | 5–11, 7–11, 6–11        |
| Li Qian                                | Li Qian                                | 1 – 3 | Mima Ito               | 6–11, 6–11, 12–10, 2–11 |
| Natalia Partyka / Katarzyna Grzybowska | Natalia Partyka / Katarzyna Grzybowska | 1 – 3 | Ai Fukuhara / Mima Ito | 5–11, 11–9, 2–11, 9–11  |
|                                        |                                        |       |                        |                         |
|                                        |                                        |       |                        |                         |

### Quartas de final
| 13 de agosto 2016 10:00 Relatório | China CHN | 3 – 0 | PRK Coreia do Norte |  |

|                        | Partidas individuais   |       |                           |                  |
| Li Xiaoxia             | Li Xiaoxia             | 3 – 0 | Ri Mi-gyong               | 11–8, 11–6, 11–8 |
| Liu Shiwen             | Liu Shiwen             | 3 – 0 | Kim Song-i                | 11–4, 11–5, 11–8 |
| Ding Ning / Liu Shiwen | Ding Ning / Liu Shiwen | 3 – 0 | Ri Myong-sun / Kim Song-i | 11–7, 11–3, 11–3 |
|                        |                        |       |                           |                  |
|                        |                        |       |                           |                  |

| 13 de agosto 2016 10:00 Relatório | Coreia do Sul KOR | 2 – 3 | SIN Singapura |  |

|                           | Partidas individuais      |       |                        |                               |
| Seo Hyo-won               | Seo Hyo-won               | 0 – 3 | Feng Tianwei           | 2–11, 9–11, 10–12             |
| Jeon Ji-hee               | Jeon Ji-hee               | 3 – 1 | Yu Mengyu              | 11–8, 11–4, 9–11, 11–6        |
| Yang Ha-eun / Jeon Ji-hee | Yang Ha-eun / Jeon Ji-hee | 3 – 2 | Zhou Yihan / Yu Mengyu | 11–7, 11–4, 4–11, 10–12, 11–7 |
| Seo Hyo-won               | Seo Hyo-won               | 0 – 3 | Zhou Yihan             | 8–11, 9–11, 8–11              |
| Yang Ha-eun               | Yang Ha-eun               | 1 – 3 | Feng Tianwei           | 3–11, 11–9, 14–16, 4–11       |

| 13 de agosto 2016 19:30 Relatório | Alemanha GER | 3 – 1 | HKG Hong Kong |  |

|                              | Partidas individuais         |       |                          |                               |
| Han Ying                     | Han Ying                     | 3 – 0 | Lee Ho Ching             | 11–6, 11–3, 11–4              |
| Petrissa Solja               | Petrissa Solja               | 2 – 3 | Doo Hoi Kem              | 11–9, 3–11, 11–9, 9–11, 12–14 |
| Shan Xiaona / Petrissa Solja | Shan Xiaona / Petrissa Solja | 3 – 0 | Tie Ya Na / Lee Ho Ching | 11–7, 11–3, 12–10             |
| Han Ying                     | Han Ying                     | 3 – 1 | Tie Ya Na                | 11–5, 5–11, 11–7, 11–3        |
|                              |                              |       |                          |                               |

| 13 de agosto 2016 19:30 Relatório | Áustria AUT | 0 – 3 | JPN Japão |  |

|                                | Partidas individuais           |       |                        |                          |
| Sofia Polcanova                | Sofia Polcanova                | 0 – 3 | Ai Fukuhara            | 5–11, 9–11, 8–11         |
| Liu Jia                        | Liu Jia                        | 1 – 3 | Kasumi Ishikawa        | 11–5, 4–11, 7–11, 7–11   |
| Li Qiangbing / Sofia Polcanova | Li Qiangbing / Sofia Polcanova | 1 – 3 | Mima Ito / Ai Fukuhara | 5–11, 12–10, 7–11, 10–12 |
|                                |                                |       |                        |                          |
|                                |                                |       |                        |                          |

### Semifinais
| 14 de agosto 2016 19:30 Relatório | Alemanha GER | 3 – 2 | JPN Japão |  |

|                              | Partidas individuais         |       |                        |                               |
| Petrissa Solja               | Petrissa Solja               | 3 – 2 | Mima Ito               | 5–11, 11–4, 8–11, 11–6, 12–10 |
| Han Ying                     | Han Ying                     | 2 – 3 | Kasumi Ishikawa        | 11–6, 11–9, 6–11, 6–11, 8–11  |
| Shan Xiaona / Petrissa Solja | Shan Xiaona / Petrissa Solja | 3 – 2 | Ai Fukuhara / Mima Ito | 11–6, 10–12, 7–11, 11–9, 11–7 |
| Shan Xiaona                  | Shan Xiaona                  | 0 – 3 | Kasumi Ishikawa        | 2–11, 11–13, 12–14            |
| Han Ying                     | Han Ying                     | 3 – 2 | Ai Fukuhara            | 7–11, 11–9, 11–4, 6–11, 11–9  |

| 15 de agosto 2016 10:00 Relatório | China CHN | 3 – 0 | SIN Singapura |  |

|                        | Partidas individuais   |       |                        |                        |
| Li Xiaoxia             | Li Xiaoxia             | 3 – 0 | Feng Tianwei           | 12–10, 11–8, 11–9      |
| Ding Ning              | Ding Ning              | 3 – 1 | Zhou Yihan             | 11–7, 9–11, 11–6, 11–2 |
| Ding Ning / Liu Shiwen | Ding Ning / Liu Shiwen | 3 – 0 | Yu Mengyu / Zhou Yihan | 11–4, 11–1, 11–9       |
|                        |                        |       |                        |                        |
|                        |                        |       |                        |                        |

### Disputa pelo bronze
| 16 de agosto 2016 11:00 Relatório | Singapura SIN | 1 – 3 | JPN Japão |  |

|                        | Partidas individuais   |       |                        |                              |
| Yu Mengyu              | Yu Mengyu              | 3 – 2 | Ai Fukuhara            | 4–11, 11–5, 11–3, 4–11, 11–5 |
| Feng Tianwei           | Feng Tianwei           | 0 – 3 | Kasumi Ishikawa        | 10–12, 6–11, 7–11            |
| Yu Mengyu / Zhou Yihan | Yu Mengyu / Zhou Yihan | 1 – 3 | Ai Fukuhara / Mima Ito | 11–9, 9–11, 1–11, 12–14      |
| Feng Tianwei           | Feng Tianwei           | 0 – 3 | Mima Ito               | 9–11, 4–11, 6–11             |
|                        |                        |       |                        |                              |

### Final
| 16 de agosto 2016 19:30 Relatório | China CHN | 3 – 0 | GER Alemanha |  |

|                        | Partidas individuais   |       |                              |                        |
| Li Xiaoxia             | Li Xiaoxia             | 3 – 0 | Han Ying                     | 11–9, 11–3, 11–7       |
| Liu Shiwen             | Liu Shiwen             | 3 – 0 | Petrissa Solja               | 11–3, 11–5, 11–4       |
| Ding Ning / Liu Shiwen | Ding Ning / Liu Shiwen | 3 – 1 | Shan Xiaona / Petrissa Solja | 11–6, 11–5, 9–11, 11–7 |
|                        |                        |       |                              |                        |
|                        |                        |       |                              |                        |